# HD172741
HD172741 — подвійна зоря. 
Ця подвійна система має видиму зоряну величину в смузі V приблизно 6,8.
Вона розташована на відстані близько 501,0 світлових років від Сонця.

## Подвійна зоря
Головна зоря цієї системи належить до хімічно пекулярних зір й має спектральний клас A6.
Інша компонента має  спектральний клас F1.

## Фізичні характеристики
Зоря HD172741 обертається 
досить швидко 
навколо своєї осі. Проєкція її екваторіальної швидкості на промінь зору становить  Vsin(i)= 73км/сек.